# Chrysomalla poeta
Chrysomalla poeta is een vliesvleugelig insect uit de familie Perilampidae. De wetenschappelijke naam is voor het eerst geldig gepubliceerd in 1929 door Girault.